# Avenue Raymond-Poincaré (Colmar)
Pour les articles homonymes, voir Avenue Raymond-Poincaré.
L'avenue Raymond-Poincaré, est une voie de circulation de la ville de Colmar, en France.

## Situation et accès
Cette voie de circulation, d'une longueur de 445 m, se trouve dans le quartier sud.
On y accède par les avenues de la République, Clemenceau, Joffre, Foch, la route de Rouffach et la place de la Gare.
Bus de la TRACE, lignes    4     7    22   23 , arrêts Château d'Eau et Cour d'Appel.

## Origine du nom
La rue doit son nom à l'homme d'État Raymond Poincaré (1860 - 1934).

## Bâtiments remarquables et lieux de mémoire

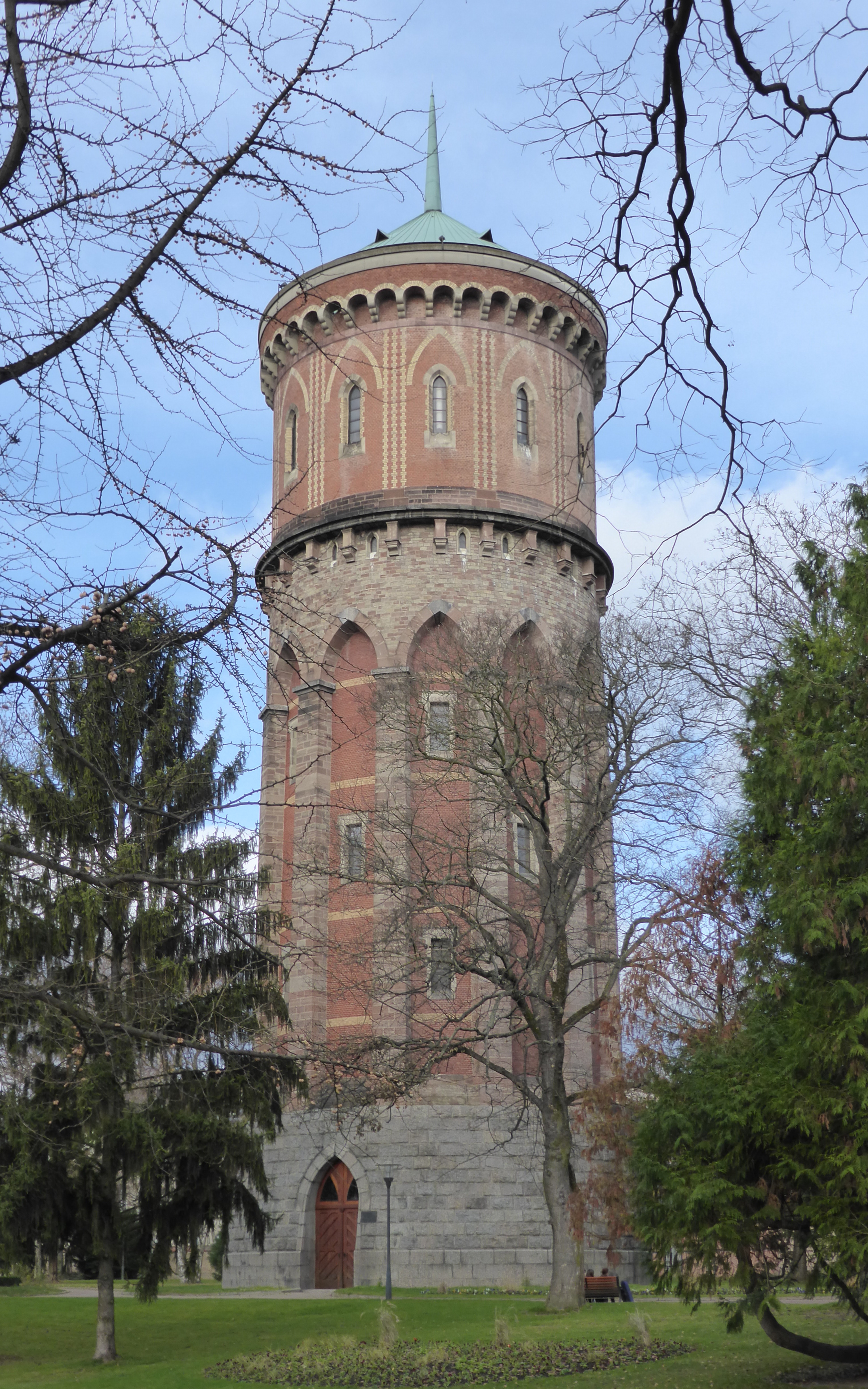
Château d'eau (1884[3]) Inscrit MH (1993)
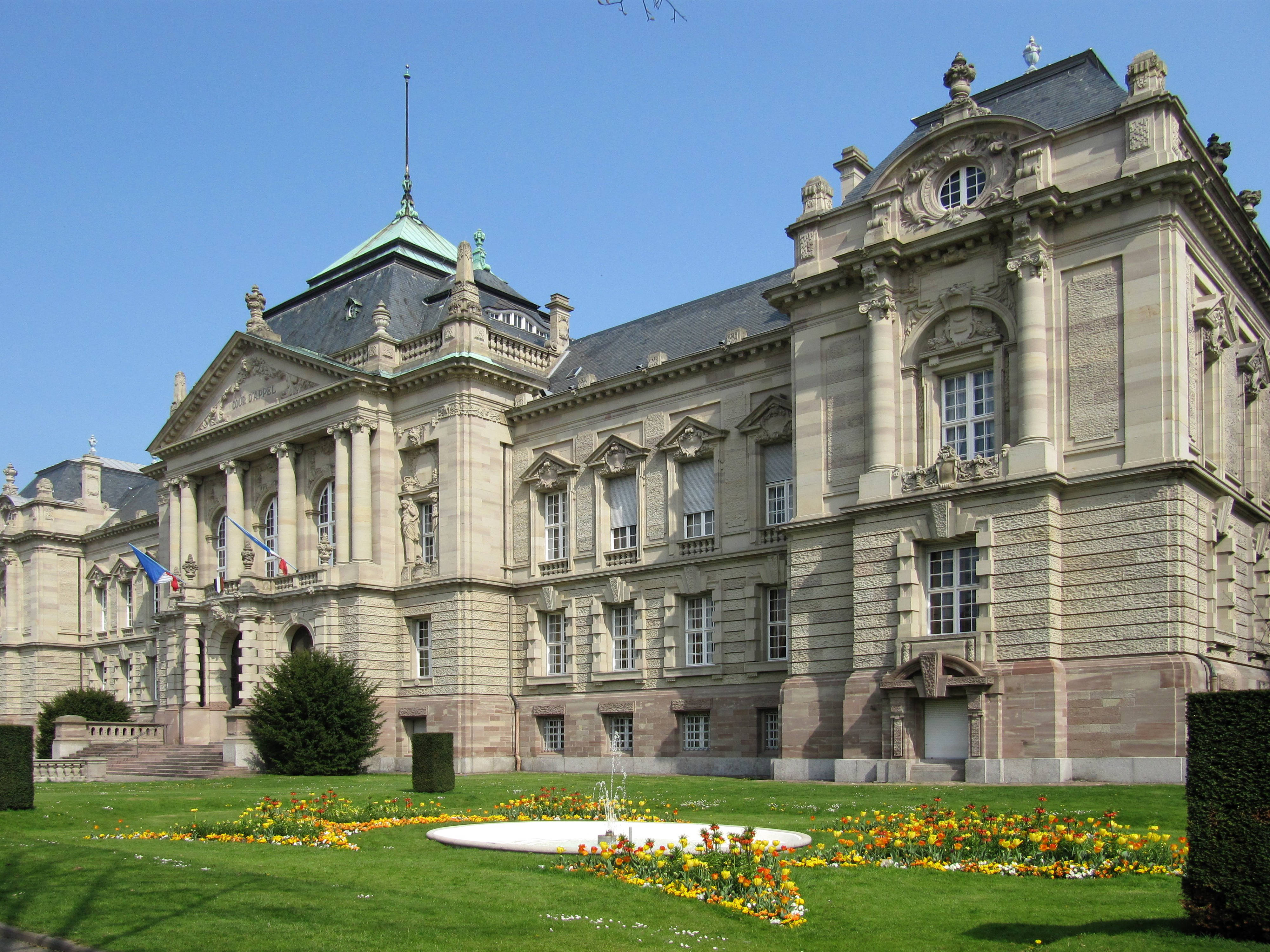
Cour d'appel (1906) au no 9 Inscrit MH (1985)
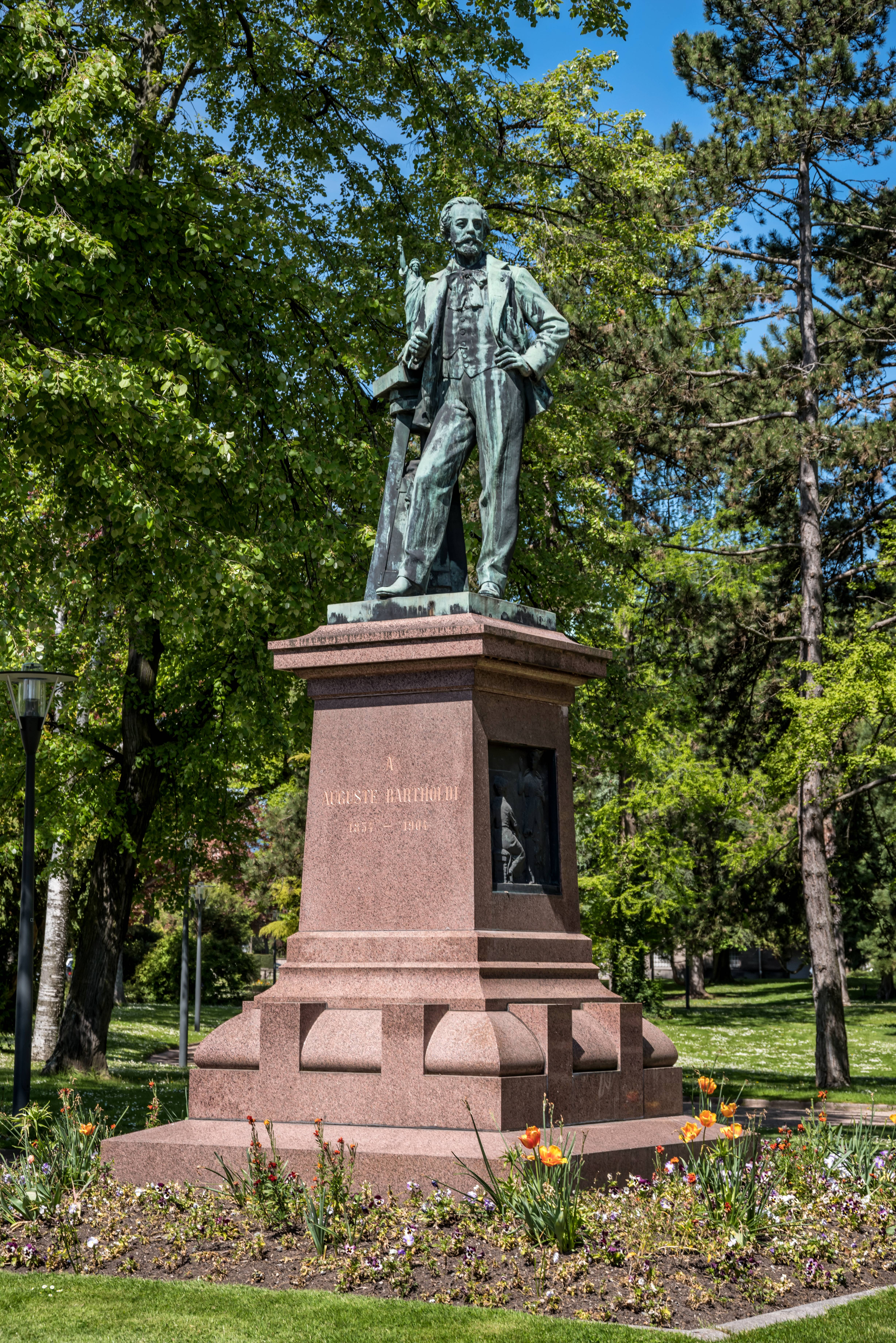
Monument Bartholdi (1907[4])